# Christian Tietje

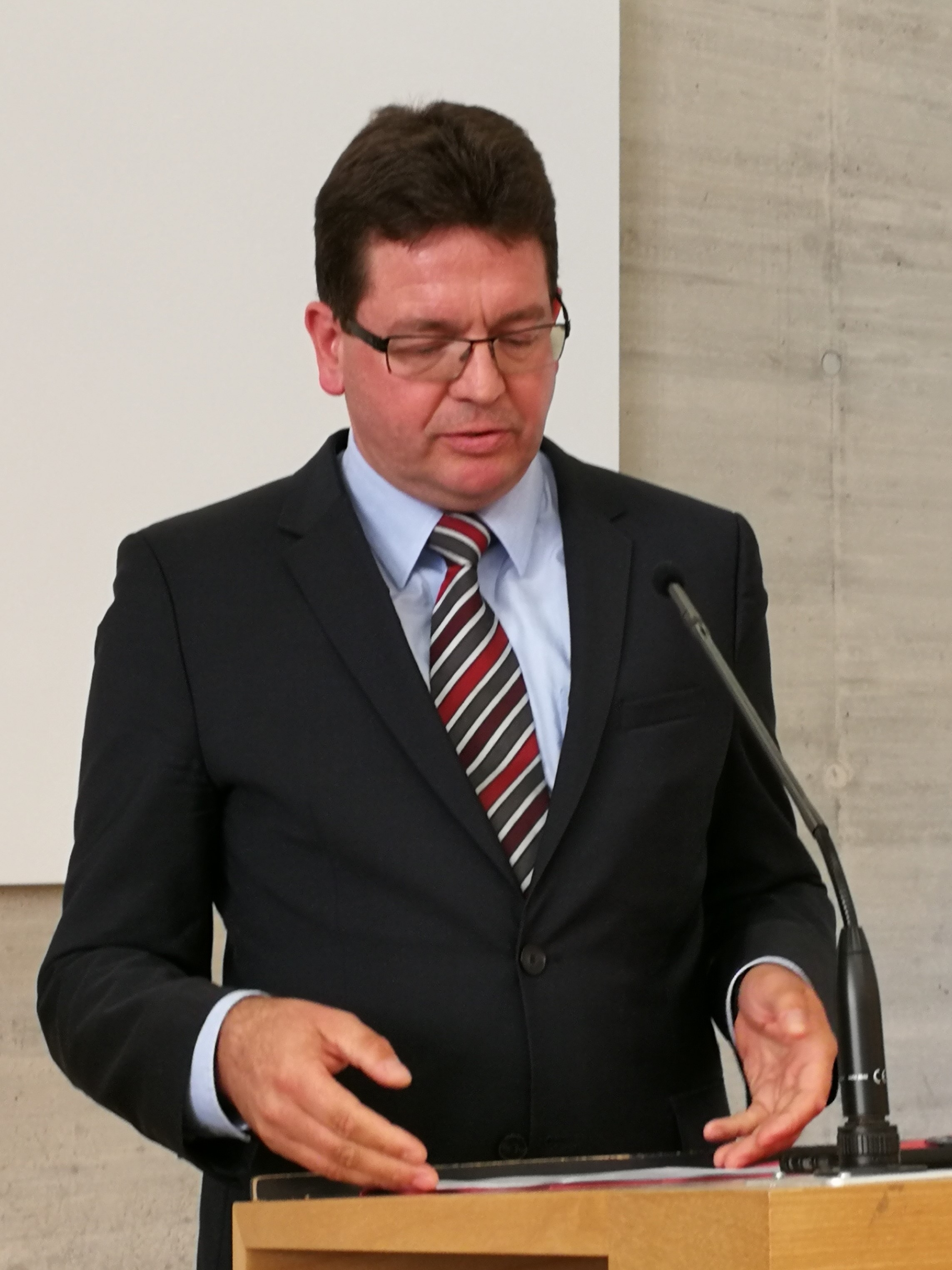
Christian Tietje anlässlich der Vorstellung der Kandidaten für die Wahl des Rektors der Martin-Luther-Universität 2018

Christian Tietje (* 14. März 1967 in Walsrode) ist Universitätsprofessor für Öffentliches Recht, Europarecht und Internationales Wirtschaftsrecht an der Martin-Luther-Universität Halle-Wittenberg sowie geschäftsführender Direktor des Instituts für Wirtschaftsrecht und Leiter des Transnational Economic Law Research Center (TELC) der Martin-Luther-Universität. Am 4. Juli 2018 wählte ihn der erweiterte Senat zum Rektor der Martin-Luther-Universität Halle-Wittenberg. Seine Amtszeit begann am 1. September 2018. In der Rektoratswahl 2022 erhielt Tietje nicht die erforderliche Mehrheit für eine weitere Amtszeit.

## Wissenschaftlicher Werdegang
Tietje studierte vom Wintersemester 1987/88 an Rechtswissenschaften, Politische Wissenschaften und Volkskunde an der Christian-Albrechts-Universität Kiel. Dort wurde er Mitglied der Studentenverbindung VDSt Kiel. Nach einem Auslandsaufenthalt im Wintersemester 1989/90 an der Université Paris V René Descartes legte er im Juli 1993 das Erste Juristische Staatsexamen vor dem Justizprüfungsamt des Schleswig-Holsteinischen Oberlandesgerichts ab. Es folgte eine Zeit als wissenschaftlicher Mitarbeiter am Institut für Internationales Recht der Christian-Albrechts-Universität bei Jost Delbrück. Im Rahmen eines Studienaufenthalts an der University of Michigan Law School (Ann Arbor) erlangte Tietje im Jahr 1995 den akademischen Grad eines Legum Magister (LL.M.). Noch während der Zeit des juristische Vorbereitungsdienstes am Schleswig-Holsteinischen Oberlandesgericht wurde er im Juni 1997 mit einer von Meinhard Hilf betreuten Schrift zur Rechtsordnung des Welthandels an der Universität Hamburg zum Dr. iur. promoviert.
Nach dem Zweiten Juristischen Staatsexamen 1998 war Tietje wissenschaftlicher Assistent am Walther-Schücking-Institut für internationales Recht an der Christian-Albrechts-Universität. Im Jahr 2000 legte Tietje seine Habilitationsschrift mit dem Titel „Internationalisiertes Verwaltungshandeln“ vor; ihm wurde daraufhin von der Rechtswissenschaftlichen Fakultät der Christian-Albrechts-Universität die venia legendi für die Fächer Öffentliches Recht, Europarecht, Völkerrecht und Internationales Wirtschaftsrecht erteilt. Nach einer Vertretung des Lehrstuhls für Öffentliches Recht, Europarecht und Internationales Wirtschaftsrecht an der Martin-Luther-Universität Halle-Wittenberg im Sommersemester 2001 erfolgte am 1. Oktober 2001 die Ernennung zum Universitätsprofessor (C 4) an der Juristischen Fakultät der Martin-Luther-Universität Halle-Wittenberg. Einen Ruf an die Universität Salzburg (Institut für Völkerrecht – Lehrstuhl für Internationale Organisationen und Weltwirtschaftsrecht) lehnte Tietje im Februar 2003 ab.

## Zeit als Rektor
Umstritten ist seine Rolle als Rektor beim Berufungsverfahren für die Nachfolge von Suzanne S. Schüttemeyer auf dem Lehrstuhl für Regierungslehre und Policy-Analyse, das 2020 eine große öffentliche Debatte nach sich zog. Gemeinsam mit Petra Dobner verteidigte Tietje die Berufung eines akademischen Schülers Schüttemeyers, vor dem Wissenschaftsausschuss des sachsen-anhaltischen Landtags am 27. August 2020. Patrick Bahners stellte in der FAZ fest, dass Tietje in Bezug auf übliche Ausschreibungskriterien an der MLU ihm gegenüber die Unwahrheit gesagt habe. Mit Blick auf einen der Kritiker des Berufungsverfahrens, Johannes Varwick, habe er zudem mögliche beamtenrechtliche Konsequenzen erwähnt. Das Berufungsverfahren wurde mit Beschluss vom 29. September 2020 vom Verwaltungsgericht Halle aufgrund „durchgreifender Mängel“ gestoppt. Kritisiert wurde im Anschluss, dass die Pressemitteilung der MLU den Beschluss des Gerichts vernebelnd darstelle und Tietje auch den Wissenschaftsausschuss des Landtags nur selektiv informiert habe. Tietje tritt für umfassende Kürzungen im Studienangebot und eine folgende „Profilschärfung“ der MLU ein (siehe auch Rationalisierungspläne an der Martin-Luther-Universität).
Tietje äußerte sich mit Blick auf die internationalen Kooperationen der MLU Halle-Wittenberg im Februar 2022 zur russischen Invasion der Ukraine wie folgt: „Die Universität Halle ist zutiefst entsetzt über den Krieg in der Ukraine und verurteilt den völkerrechtswidrigen Angriff Russlands aufs Schärfste. Wir sind fassungslos und in Sorge um das Leben der Menschen in der Ukraine. In der gesamten Region haben wir wichtige Kooperationspartner. Die Instabilität durch den Krieg berührt und bestürzt uns sehr.“ Das International Office der Uni Halle sagte daraufhin allen Studenten aus der Ukraine, Belarus und Russland bestmögliche Unterstützung zu.
Ebenfalls Anfang 2022 geriet Tietje im Rahmen von konkreter werdenden Kürzungsplänen an der MLU Halle-Wittenberg in den Fokus der Kritik. Tietje, der mit Blick auf die Kürzungen schon vorher mehrfach von einer „Profilierung“ der MLU sprach, verteidigte die beschlossenen finanziellen Einsparungen und die damit einhergehende Verkleinerung der Universität im Rahmen der Sitzung des Akademischen Senats der MLU im April 2022 wie folgt: „Trotz des schwierigen und für die ganze Universität schmerzhaften Prozesses: Das ist der erste wichtige Schritt auf dem Weg, wieder finanziell handlungsfähig zu werden und perspektivisch Gestaltungräume für die Entwicklung von Forschung und Lehre zu gewinnen.“ Die geplanten Einsparungen haben voraussichtlich den Wegfall von 4.000 der 21.000 Studienplätze sowie von 25 der 355 Professuren zur Folge. Infolgedessen ist auch die Aufrechterhaltung einiger Studiengänge an der MLU fragwürdig.
Bei der Rektoratswahl 2022 zog Tietje seine Kandidatur nach dem ersten Wahlgang zurück. Bei diesem hatte er von den drei zur Auswahl stehenden Kandidaten die wenigsten Stimmen erreicht. Die Statistikerin Claudia Becker wurde zu seiner Nachfolgerin gewählt.

## Publikationen (Auswahl)

### Dissertation
- Normative Grundstrukturen der Behandlung nichttarifärer Handelshemmnisse in der WTO/GATT-Rechtsordnung, Hamburger Studien zum Europäischen und Internationalen Recht, Band 14, 510 Seiten, Duncker & Humblot, Berlin 1998

### Habilitation
- Internationalisiertes Verwaltungshandeln, Veröffentlichungen des Walther-Schücking-Instituts für Internationales Recht an der Universität Kiel, Band 136, 763 Seiten, Duncker & Humblot, Berlin 2001

### Herausgeberschaften
- „Beiträge zum Transnationalen Wirtschaftsrecht“ (ISSN 1612-1368), über 30 Hefte, verfügbar unter: www.wirtschaftsrecht.uni-halle.de/publikationen.html
- Welthandelsorganisation, Textausgabe mit Sachregister und einer Einführung, Beck-Texte im dtv Nr. 5752, XXIV + 321 Pages, München 2000; 2. Auflage München 2003; 3. Auflage München 2005
- „Policy Papers on Transnational Economic Law“, verfügbar unter: www.wirtschaftsrecht.uni-halle.de/publikationen.html
- „Schriften zum Transnationalen Wirtschaftsrecht“, Berliner Wissenschafts-Verlag
- Internationales Wirtschaftsrecht, De Gruyter Lehrbuch, herausgegeben von Chr. Tietje, Berlin 2009
- Der Beitritt Russlands zur Welthandelsorganisation (WTO), Beiträge zum Transnationalen Wirtschaftsrecht, Heft 44, 75 Seiten, Halle (Saale) 2005
- Weltinnenrecht – Liber amicorum Jost Delbrück, Berlin 2005 (gemeinsam mit Dicke, Klaus/Hobe, Stephan/Meyn, Karl-Ulrich/Peters, Anne/Riedel, Eibe/Schütz, Hans-Joachim)